# Christelijk-Historische Unie
De Christelijk-Historische Unie (CHU) was een Nederlandse protestants-christelijke politieke partij, die in 1908 werd opgericht en tot 1980 als zelfstandige partij heeft bestaan.

## Geschiedenis
De CHU werd op 9 juli 1908 opgericht, als fusie van de Christelijk-Historische Partij (opgericht 1903) en de Bond van kiesverenigingen op Christelijk-Historischen grondslag in de provincie Friesland (opgericht 1898). De partij kwam voort uit de vrij-antirevolutionairen van Alexander Frederik de Savornin Lohman, die als vooraanstaand Kamerlid voor de ARP in conflict was gekomen met zijn eigen partij. Dit conflict ging onder andere over de invoering van het algemeen kiesrecht en de politieke strategie van de ARP, namelijk de antithese: een bondgenootschap van de protestanten met de katholieken tegenover de seculiere politieke partijen. De Savornin Lohman was tot zijn dood in 1924 het belangrijkste gezicht van de CHU.
De CHU rekruteerde haar aanhang voornamelijk uit de leden van de hervormde kerk. Zij telde veel adellijke personen onder haar aanhang. In tegenstelling tot de ARP was het partijverband van de CHU altijd zeer losjes, waardoor de CHU-fractie vaak verdeeld stemde.
De Unie had een gematigd-conservatief karakter. Samen met de ARP en de Roomsch-Katholieke Staatspartij (RKSP) vormde ze de rechterzijde in de Nederlandse politiek. CHU-leider Dirk Jan de Geer was in het interbellum tweemaal minister-president.

Logo vanaf 1966

Na de Tweede Wereldoorlog kwam de CHU onder de leiding van Tilanus "de Oudere" en Tilanus "de Jongere". Een bekend CHU-parlementariër was freule Christine Wttewaall van Stoetwegen. In de jaren 70 werd onder leiders als Berend Jan Udink en Roelof Kruisinga een steeds rechtsere koers gevaren. Terwijl de partners KVP en ARP gedoogsteun gaven aan het kabinet-Den Uyl, koos de CHU voor de oppositie. "Gedoopte liberalen", werden de leden wel genoemd.
De krant die met de zuil van de CHU was gelieerd, was het dagblad De Nederlander, later hernoemd naar De Nieuwe Nederlander.
In 1980 gingen de CHU, de ARP en de Katholieke Volkspartij (KVP) op in een nieuwe politieke partij, het Christen-Democratisch Appèl (CDA).

## Bolwerken
De CHU haalde de hoogste percentages stemmen in de provincies Friesland, Zeeland en Overijssel. Met name het westen en zuidwesten van Friesland, het huidige Steenwijkerland, Zuid-Beveland, Walcheren, Marken en de Veluwe waren bolwerken van de partij.

## Vrouwenbeweging en jeugdafdeling
Anders dan de ARP bestonden er binnen de CHU minder bezwaren tegen vrouwen in de politiek. In 1922 werd mevr. Frida Katz in de Tweede Kamer gekozen. In 1935 kwam de Centrale van Christelijk Historische Vrouwengroepen tot stand. Mevr. Katz werd de eerste voorzitter van de vrouwenbeweging. Na de oorlog nam jkvr. Wttewaall van Stoetwegen de leiding van de vrouwenbeweging over. Het tijdschrift van de Christelijk Historische Vrouwengroepen was Vrouwengeluiden.
Er was ook een jeugdafdeling: de Federatie van Christelijk Historische Jongeren. Het tijdschrift heette De Christelijk-Historische Jongeren.

## Feiten en cijfers

### Zetels in de Tweede Kamer

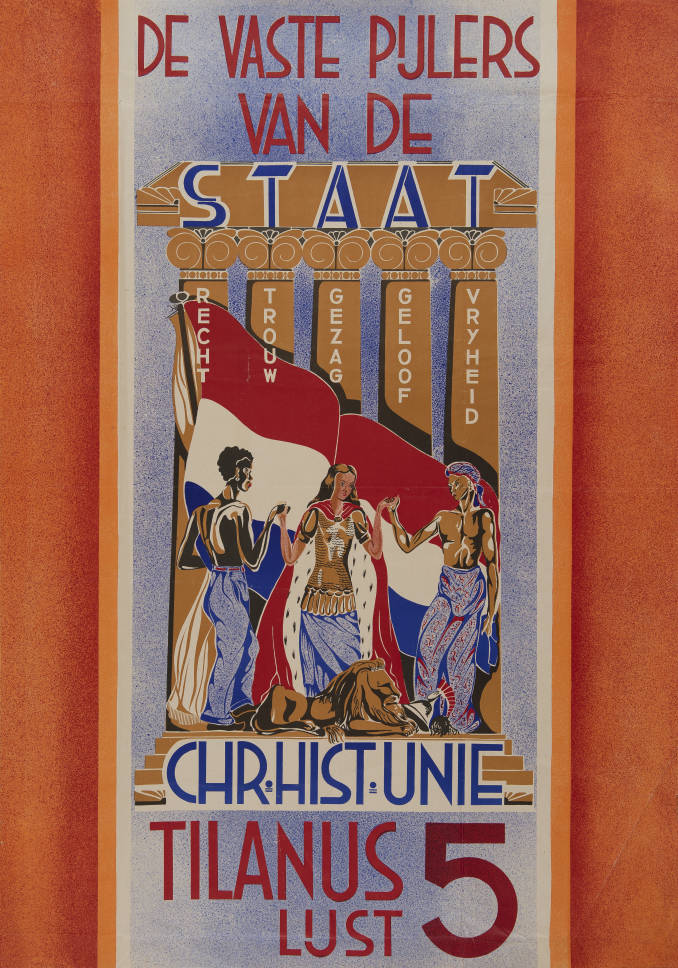
Affiche voor de Tweede Kamerverkiezingen 1948

Van de honderd leden van de Tweede Kamer gekozen volgens het districtenstelsel:
- 1909 - 12 zetels
- 1913 - 9 zetels
- 1917 - 9 zetels

Van de honderd leden van de Tweede Kamer gekozen volgens het stelsel van evenredige vertegenwoordiging en het algemeen mannenkiesrecht:
- 1918 - 7 zetels (6,6%)

Van de honderd leden van de Tweede Kamer gekozen volgens het stelsel van evenredige vertegenwoordiging en het algemeen kiesrecht:
- 1922 - 11 zetels (10,9%)
- 1925 - 11 zetels (9,9%)
- 1929 - 11 zetels (10,6%)
- 1933 - 10 zetels (9,2%)
- 1937 - 8 zetels (7,5%)
- 1946 - 8 zetels (7,8%)
- 1948 - 9 zetels (9,1%)
- 1952 - 9 zetels (8,9%)

Van de honderdvijftig leden:
- 1956 - 13 zetels (8,4%)
- 1959 - 12 zetels (8,1%)
- 1963 - 13 zetels (8,5%)
- 1967 - 12 zetels (8,1%)
- 1971 - 10 zetels (6,3%)
- 1972 - 7 zetels (4,4%)

Bron: CHU en de Tweede Kamerverkiezingen tussen 1946 en 1980 

### Zetels in de Eerste Kamer
Van de vijftig leden van de Eerste Kamer:
- 1946 - 5 zetels
- 1948 - 5 zetels
- 1951 - 6 zetels
- 1952 - 6 zetels
- 1955 - 6 zetels

Van de vijfenzeventig leden:
- 1956 - 8 zetels
- 1960 - 8 zetels
- 1963 - 7 zetels
- 1966 - 7 zetels
- 1969 - 8 zetels
- 1971 - 7 zetels
- 1974 - 7 zetels

Bron: Zetelverdeling Eerste Kamer 1946-heden 

## Bekende personen
Minister-president:
- Dirk Jan de Geer

Ministers:
- Koos Andriessen
- Frans Beelaerts van Blokland
- Albert Christiaan Willem Beerman
- Henk Beernink
- Hendrik van Boeijen
- Gerardus Philippus Helders
- Jhr. Bonifacius Cornelis de Jonge
- Willem Jan Arend Kernkamp
- Piet Lieftinck
- Hendrik Mulderije
- Jan Willem de Pous
- Aart van Rhijn
- Jan Schokking
- Wim Schokking
- Ynso Scholten
- Jan Rudolph Slotemaker de Bruïne
- Kees Staf
- Berend Jan Udink
- Chris van Veen
- Johannes Theodoor de Visser
- Johannes Anthonie de Visser

Staatssecretarissen:
- Michael Rudolph Hendrik Calmeyer
- Isaäc Nicolaas Theodoor Diepenhorst
- Bert Haars
- Joop Haex
- Roelof Kruisinga
- Durk van der Mei
- Willem Scholten

Eerste Kamervoorzitters:
- 1904 - 1914 Jan Elias Nicolaas Schimmelpenninck van der Oye
- 1929 - 1946 Willem Lodewijk de Vos van Steenwijk

Tweede Kamervoorzitter:
- 1909 - 1912 Frederik van Bylandt

Fractievoorzitters Tweede Kamer:
- 1908 - 1921 Alexander de Savornin Lohman
- 1921 - 1925 Jan Schokking
- 1925 - 1929 Johannes Theodoor de Visser
- 1929 - 1933 Jan Schokking
- 1932 - 1933 Reinhardt Snoeck Henkemans
- 1933 - 1939 Dirk Jan de Geer
- 1939 - 1963 Hendrik Willem Tilanus
- 1963 - 1967 Henk Beernink
- 1967 - 1968 Jur Mellema
- 1968 - 1968 Christine Wttewaall van Stoetwegen (waarnemend)
- 1968 - 1969 Arnold Tilanus
- 1969 - 1971 Jur Mellema
- 1971 - 1971 Roelof Kruisinga (juli)
- 1971 - 1972 Jur Mellema
- 1972 - 1973 Arnold Tilanus
- 1973 - 1977 Roelof Kruisinga

Fractievoorzitters Eerste Kamer:
- 1923 - 1929 Willem Lodewijk baron de Vos van Steenwijk
- 1929 - 1946 Bonne de Savornin Lohman
- 1946 - 1946 Rommert Pollema
- 1946 - 1959 Gualthérus Kolff
- 1959 - 1965 Rommert Pollema
- 1965 - 1966 Marien Geuze
- 1966 - 1968 Johannes Christiaan Bührmann
- 1968 - 1977 Johan van Hulst